# François Lacôte
Pour les articles homonymes, voir Lacôte.
François Lacôte, né le 22 mai 1947 à Dijon, est un ingénieur et industriel français spécialisé dans l'industrie ferroviaire. Au sein de la SNCF, puis d'Alstom, il a dirigé la réalisation et les campagnes d'essais de pratiquement toutes les générations de TGV. 

## Biographie
François Lacôte est diplômé de l'École polytechnique, puis de l'École nationale des ponts et chaussées.
Il est affecté à la Direction départementale de l'équipement du Doubs en 1971 comme responsable des Études de développement urbain et de la Programmation des Grands Équipements du département (ingénieur du corps des Ponts et Chaussées). Trois années après en 1974, il rejoint la SNCF en occupant plusieurs postes de direction d'établissements de maintenance du matériel jusqu'en 1981. Durant cette année, il rejoint ensuite la direction du matériel comme responsable des programmes locomotives et automotrices puis, vers fin 1982, comme responsable des programmes TGV. À ce stade, il a dirigé les études et la réalisation de plusieurs générations TGV et la campagne d'essais ayant permis de battre le record sur rails à la vitesse de 515,3 km/h, le 18 mai 1990.

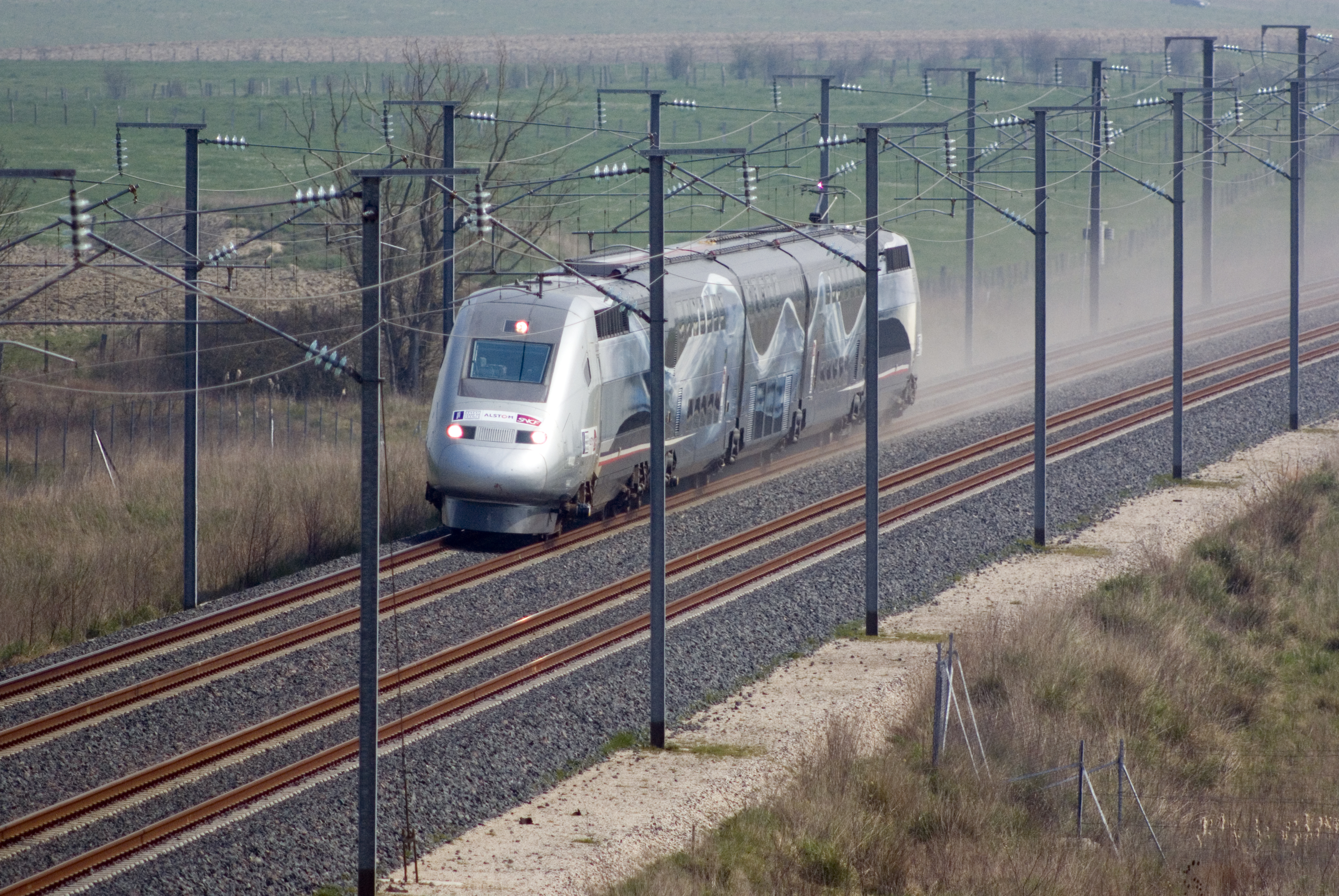
La rame du record du monde du 3 avril 2007 à 574,8 km/h.

En juillet 1990, François Lacôte devient directeur du matériel roulant jusqu'à avril 1997 ayant la responsabilité de la globalité du domaine du matériel roulant. Il devient ensuite directeur du développement international puis directeur de la recherche et de la technologie de avril 1997 à novembre 2000. Il rejoint ensuite le Comité de Direction du constructeur ferroviaire Alstom Transport, où il travaille en tant que senior vice-président, comme le directeur technique.
François Lacôte a co-dirigé avec la SNCF et RFF, le programme d'essais de la rame V150 qui a permis de battre le record de 1990, établi le 3 avril 2007, à la vitesse de 574,8 km/h,,. Il a également été chargé du développement de l'AGV, la dernière génération des trains à grande vitesse et la toute première automotrice de ce type construite par Alstom, dévoilée en 2008 au grand public.
François Lacôte entre au comité exécutif d'Alstom Transport le 1er septembre 2009, où il exerce la fonction de senior vice-président et de conseiller technique du président.

## Prix et Distinctions
- Prix projet industriel en 2007[4].
- Chevalier de la Légion d’honneur (1997)[7].

## Publications
François Lacôte est l’auteur de nombreux articles dans la Revue générale des chemins de fer.
- L’Europe à grande vitesse. L’évolution des matériels TGV de la SNCF, avec Claude Abraham, W Boonefaes, M Maternini. Le Rail, Paris. no 2. Avril-mai 1988. p. 14-36
- Directeur du Matériel et de la Traction, Revue générale des chemins de fer. 115, no. 11-12, Paris, Dunod. 1996
- Les mutations du matériel et de la traction au XXe siècle, Revue générale des chemins de fer. 117, n°. 7-8, Paris, Dunod 1998.
- Traction électrique ferroviaire, avec Christian Courtois, Marc Provoost, Victor Sabaté. Techniques de l’ingénieur Alstom / SNCF, 1999  (ISBN 2-85059-004-5)
- Le matériel roulant dans le système ferroviaire, dirigé par Eric Fontanel et Reinhard Christeller avec le conseil de François Lacôte. Paris, La Vie du rail, 2015.  (ISBN 978-2370620170)